# Česko-španělské vztahy

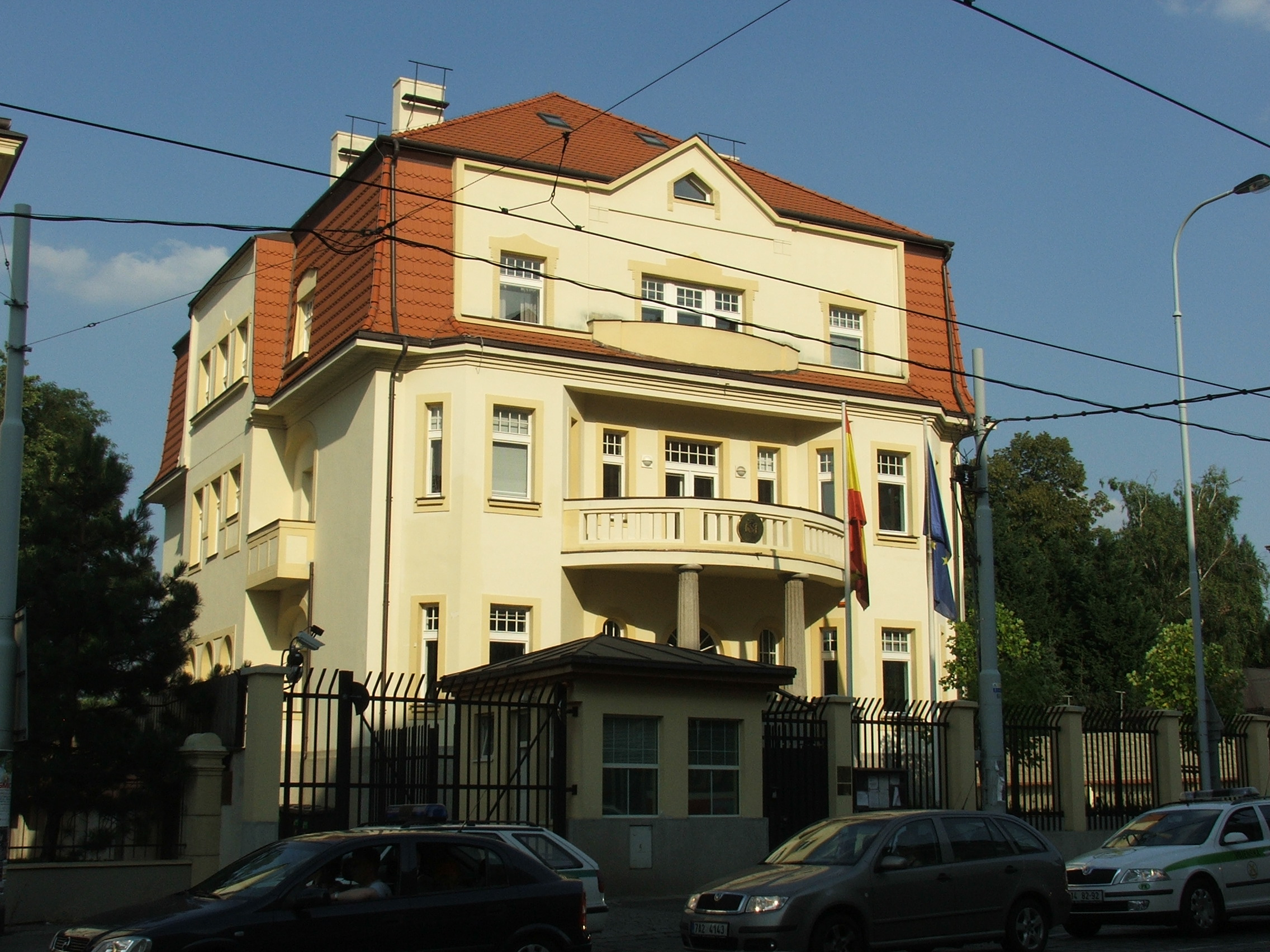
Velvyslanectví Španělska v Praze (Badeniho 401)

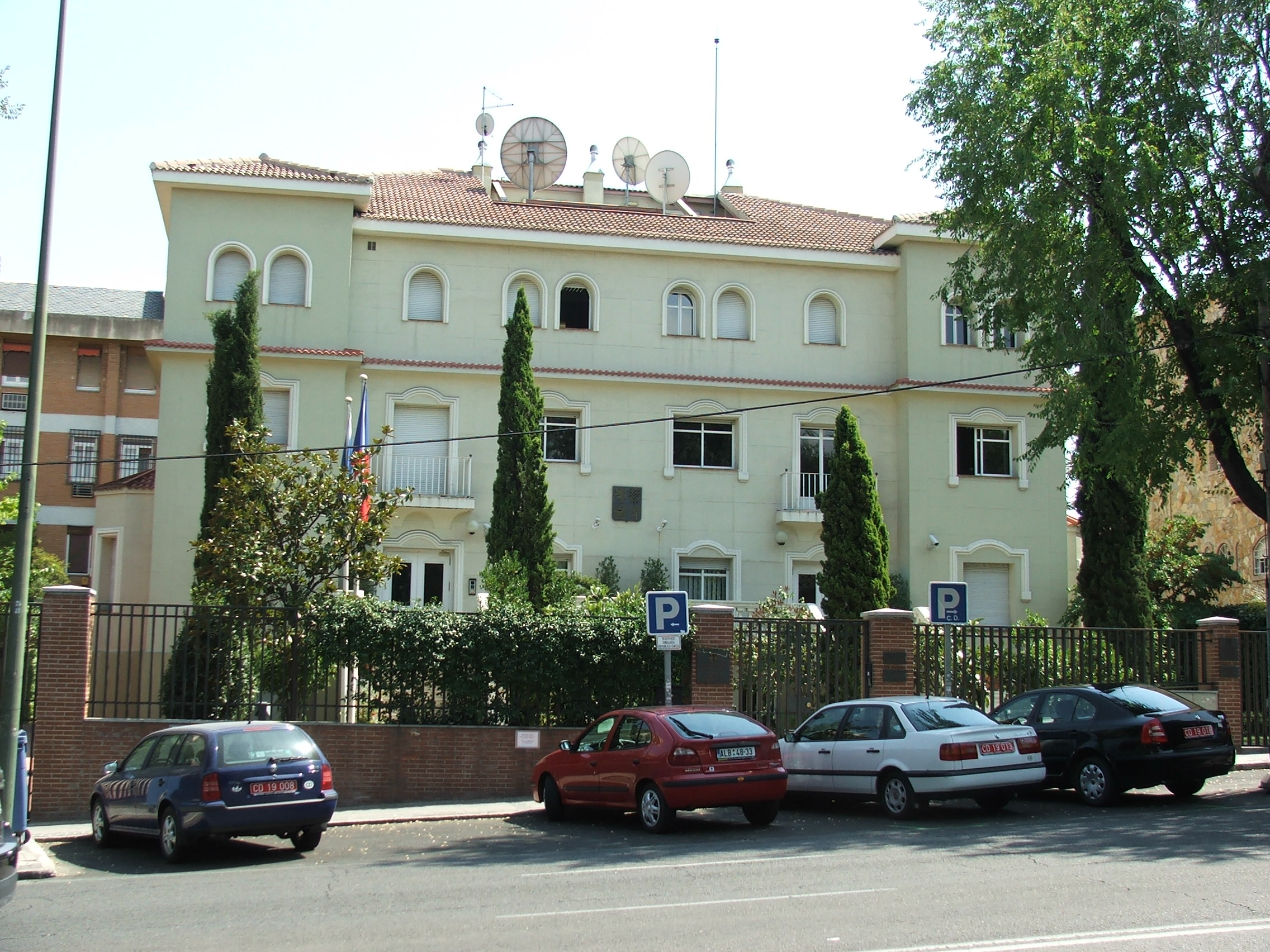
Velvyslanectví Česka v Madridu (Avenida de Pío XII, 22)

Česko-španělské vztahy jsou bilaterální a diplomatické vztahy mezi těmito dvěma zeměmi. Tyto vztahy jsou z velké části definované členstvím obou zemí v Evropské unii a NATO. Česko má velvyslanectví v Madridu a konzuláty v Barceloně, Benidormu, Bilbau, Oviedu, Palma de Mallorca a v Santa Cruz de Tenerife. Španělsko má v Praze velvyslanectví, atašé pro vzdělávání, obchodní kancelář a Instituto Cervantes; delegace španělského cestovního ruchu pro Česko působí z Vídně. 

## Historie
Synové krále Filipa I. Kastilského a královny Jany Kastilské se stali králi Karlem I. Španělským a Ferdinandem I. Českým v letech 1516 a 1526. Poté v letech 1526–1619 a 1620–1700 obě země ovládaly dvě blízce příbuzné větve habsburského rodu. Princ Karel, který neúspěšně uplatňoval nárok na španělský trůn ve válce o španělské dědictví (1701–1715) po smrti svého příbuzného, Karla II. Španělského, se nakonec v roce 1711 stal králem Karlem II. Českým.
Během druhé světové války byli španělští občané mezi vězni pobočného tábora koncentračního tábora Flossenbürg, který provozovali němečtí okupanti v Hradištku.

## Diplomatické vztahy

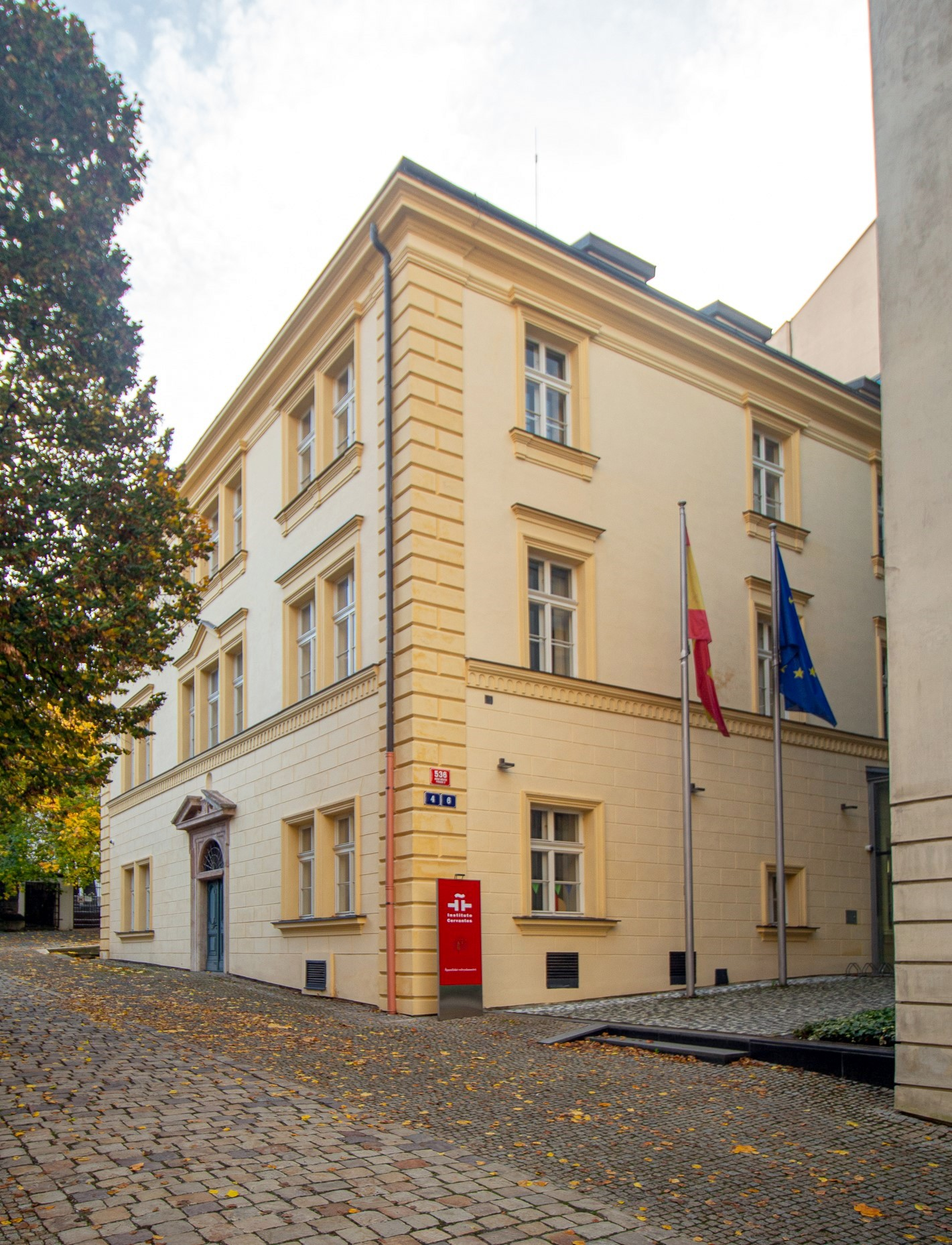
Pražská pobočka Instituto Cervantes

Španělsko uznalo Českou republiku a navázalo s ní diplomatické styky 1. ledna 1993, v den, kdy došlo k rozdělení Československa. V předchozích letech vztahy mezi touto zemí a Španělskem s obnovením demokracie a pádem komunismu v roce 1989 nabyly na intenzitě. S Českou republikou se ve třech dekádách její existence vztahy zintenzivnily, k čemuž přispěl zejména vstup České republiky do EU. Dobrými příklady jsou nárůst španělských investic, významný a pokračující růst obchodní bilance, příliv španělských turistů do České republiky, rovněž značný počet Čechů navštěvujících Španělsko, značný zájem o španělskou kulturu a aktivity Institutu Cervantes v Praze.
Poslední oficiální návštěva hlavy českého státu prezidenta Václava Klause ve Španělsku se uskutečnila v září 2004. Knížata z Asturie zavítala do Prahy v září 2005 u příležitosti inaugurace Institutu Cervantes.
U příležitosti oslav českého předsednictví a španělského předsednictví EU v první polovině roku 2009 a první polovině roku 2010 se uskutečnila návštěva českého premiéra Mirka Topolánka v Madridu v rámci přípravy na české předsednictví v Radě EU a návštěva předsedy španělské vlády Josého Luise Rodrígueze Zapatera v Praze za účelem účasti na neformálním setkání šéfů států a vlád s prezidentem USA Barackem Obamou ve dnech 4. a 5. dubna 2009.
Český ministr zahraničí Karel Schwarzenberg navštívil Španělsko 16. února 2012. Setkal se svým španělským protějškem. Předseda Senátu Pío García-Escudero Márquez vycestoval do Prahy, aby se 23. prosince 2011 zúčastnil státního pohřbu bývalého prezidenta Václava Havla.

## Ekonomické vztahy
Obchodní bilance od roku 1993 intenzivně rostla. Od tohoto roku do roku 2013 vzrostl španělský vývoz do ČR přibližně dvacetkrát a španělský dovoz z této země se znásobil třicetkrát. Obchodní bilance Španělska s Českou republikou je tradičně deficitní a výsledkem obchodního vztahu založeného převážně na průmyslovém sektoru, který tvoří více než 30 % českého HDP, a se kterým má dlouholetou historickou zkušenost.

## Spolupráce
Hispánsko-české bilaterální institucionální vztahy v kulturní oblasti jsou založeny na výkonném programu spolupráce v oblasti vzdělávání a kultury v souladu se Smlouvou o kulturní spolupráci mezi Španělskem a Československem podepsanou v roce 1979. Česká republika je stranou smlouvy jako nástupnický stát.

## Rezidentní diplomatické mise
- Česká republika má velvyslanectví v Madridu.
- Španělsko má velvyslanectví v Praze.

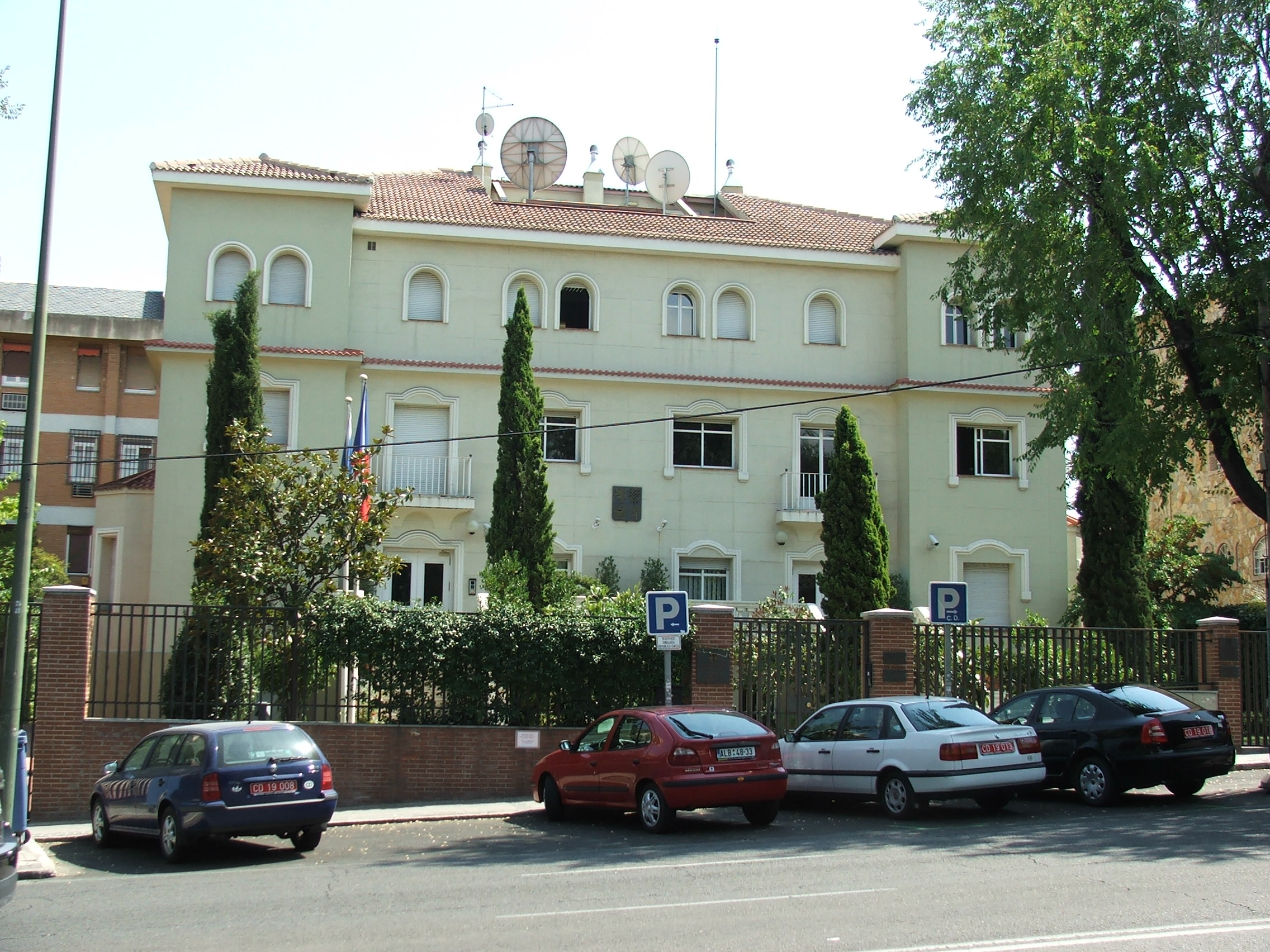
Velvyslanectví České republiky v Madridu
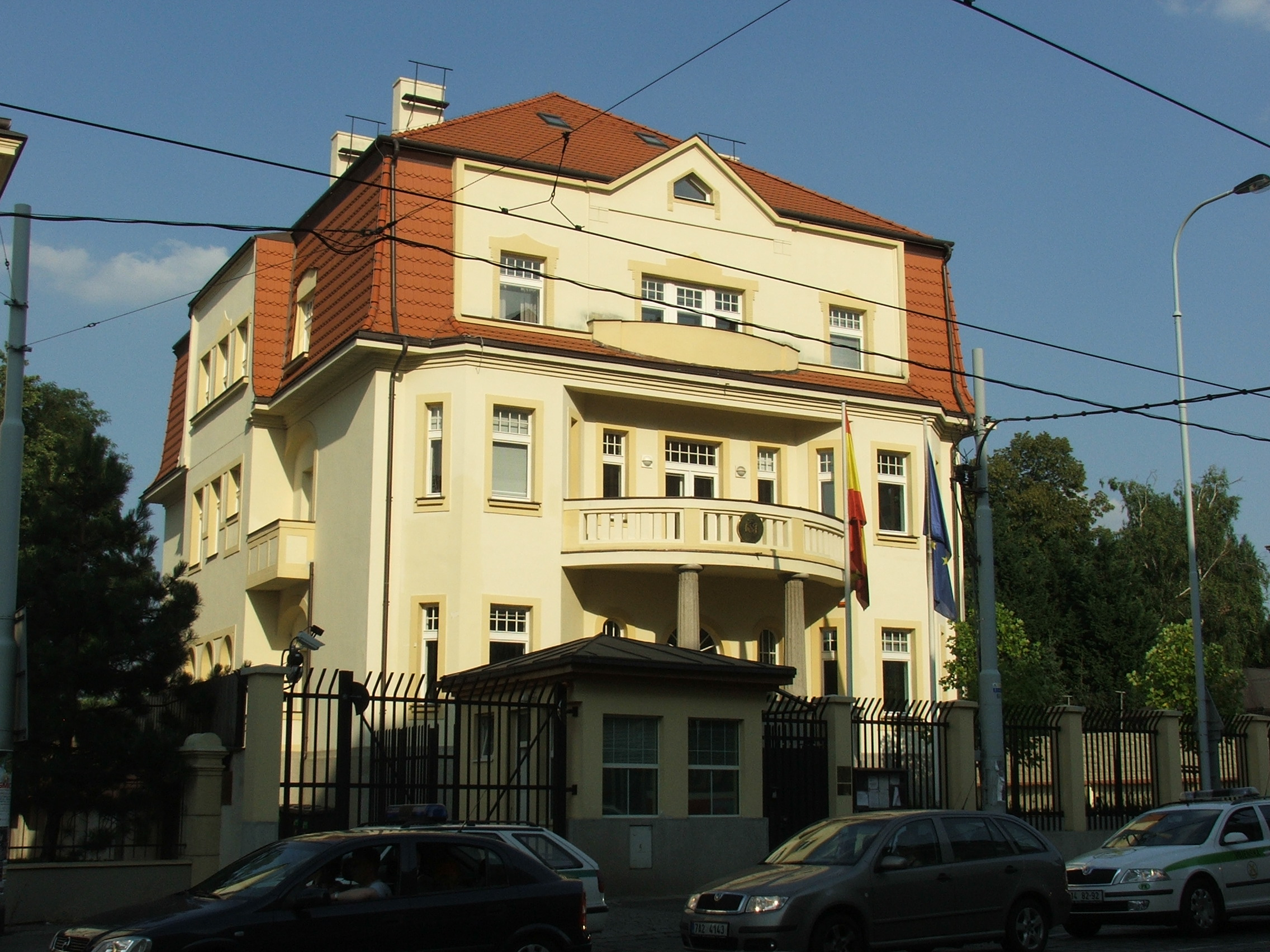
Velvyslanectví Španělska v Praze